# Wild Planet
Albums de The B-52's
The B-52's
(1979) Party Mix!
(1981)
Wild Planet est le deuxième album studio des B-52's, sorti le 27 août 1980.
L'album s'est classé 18e au Billboard 200 et au UK Albums Chart. Il a été certifié disque d'or par la Recording Industry Association of America (RIAA) le 21 octobre 1981.

## Liste des titres
| 1. | Party Out of Bounds | Fred Schneider, Keith Strickland, Ricky Wilson, Cindy Wilson, Kate Pierson | 3:21 |
| 2. | Dirty Back Road     | R. Wilson, Robert Waldrop                                                  | 3:21 |
| 3. | Runnin' Around      | Schneider, Strickland, R. Wilson, C. Wilson, Pierson                       | 3:09 |
| 4. | Give Me Back My Man | Schneider, R. Wilson, Strickland, C. Wilson                                | 4:00 |
| 5. | Private Idaho       | Schneider, Strickland, R. Wilson, C. Wilson, Pierson                       | 3:35 |

| 1. | Devil in My Car        | Schneider, R. Wilson, C. Wilson, Pierson | 4:28 |
| 2. | Quiche Lorraine        | Schneider, Strickland, R. Wilson         | 3:58 |
| 3. | Strobe Light           | Schneider, Strickland, R. Wilson         | 3:59 |
| 4. | 53 Miles West of Venus | Schneider, R. Wilson, C. Wilson, Pierson | 4:53 |

## Musiciens
- Fred Schneider : chant, cencerro, glockenspiel, claviers additionnels
- Kate Pierson : chant, orgue, claviers
- Ricky Wilson : guitares
- Keith Strickland : batterie, boîte à rythmes,
- Cindy Wilson : bongos, tambourin, chant